# Banco Montepio
O Banco Montepio é a instituição financeira mais antiga de Portugal e única no panorama financeiro nacional pela sua origem e base mutualista e, consequentemente, pela sua vocação de instituição de poupança e de disponibilização de serviços financeiros universais para os clientes particulares, do setor empresarial e para as instituições da economia social e empreendedores sociais.
O Banco Montepio é uma entidade do Grupo Montepio em que a Associação Mutualista é a empresa-mãe.

## História

### 1844
Caixa Económica de Lisboa — Instituição bancária detida pelo Montepio Geral Associação Mutualista, dotada de uma rede de retalho que apoia todas as entidades do Grupo Montepio. Em 1991 alterou a sua denominação para Caixa Económica Montepio Geral e em 2019 adotou o nome comercial — Banco Montepio.

### 1940
Montepio Geral — Caixa Económica de Lisboa — Agraciado a 22 de outubro com a Grã-Cruz da Ordem de Benemerência.

### 1991
Montepio Gestão de Activos — É a gestora de patrimónios financeiros do Grupo Montepio. Concentra a actividade na gestão discricionária de carteiras e de fundos de investimento mobiliário.

### 1992
Montepio Geral — Caixa Económica de Lisboa — Feito a 20 de dezembro Membro-Honorário da Ordem do Infante D. Henrique.

### 2015
A auditoria conduzida pelo Banco de Portugal à Caixa Económica Montepio Geral não detectou irregularidades, não existem consequências patrimoniais para o Montepio, associados e clientes na sequência desta auditoria.
O ‪‎Montepio‬ foi distinguido, pelos consumidores e por especialistas em branding, como ‪marca‬ de excelência‬ no âmbito da edição do Ranking ‪Superbrands‬ Born in Portugal‬ de 2015.
A Caixa Económica do Montepio Geral ajuda a salvaguardar cerca de 1000 postos de trabalho, no âmbito do Plano de Revitalização dos HOTÉIS TIVOLI. Enquanto credor, Montepio vinha lutando contra o Plano Especial de Revitalização (PER) dos Tivoli, que pressupunha a venda aos tailandeses da Minor, no entanto acabou por ter um papel determinante que viabiliza a revitalização dos Tivoli.
A Associação Mutualista Montepio foi autorizada pelos associados em abril de 2015 a promover uma alteração aos estatutos para separar a gestão da associação mutualista da da instituição financeira, numa assembleia geral.

### 2017
O ano de 2017 fica marcado pela transformação em Sociedade Anónima — de acordo com o Decreto-Lei n.º 190/2015 — passando o seu capital social a ser representado por ações.

### 2018
Em 2018 é efetuado o registo do nome Banco Montepio para utilização comercial.

### 2019
A 16 de fevereiro de 2019, o Banco Montepio altera a sua imagem gráfica.

## Início da expansão geográfica
Uma das razões para o fortalecimento da então chamada Caixa Económica de Lisboa foi o seu alargamento para fora de Lisboa e Porto no período revolucionário. A partir dos anos 30, os bancos Portugueses alargaram a sua esfera de influência para além das principais praças financeiras, abrindo sucursais longe da casa-mãe. Em 1931 abriu a primeira filial no Porto que ganhou importância no final dos anos 30 e rapidamente ganhou emancipação em relação à casa-mãe.
A ideia de abrir balcões nas diferentes capitais de distrito foi aprovada em 1943, mais tarde do que a maioria dos outros bancos, no entanto o projeto levou anos a concretizar-se devido à dificuldade em obter a autorização do Governo.
A primeira autorização conseguida foi relativa à cidade de Évora e o balcão foi inaugurado em 1946 com competências para realizar operações de depósito, transferências e empréstimos hipotecários.
Três anos mais tarde, é inaugurado o Balcão de Faro e em 1953 o de Coimbra.

## Consolidação e crescimento
Os anos que se seguiram foram anos de crescimento e no final de 1990 eram já 38 os balcões que recebiam os clientes da Caixa Económica, cobrindo os principais centros do Continente e da Região Autónoma da Madeira.
O ano de 1984 ficou marcado pelo lançamento da primeira rede de caixas automáticas de transferência de fundos (ATM) sob a designação de «Chave 24», que em 1990 contava com 58 unidades ATM, igualmente espalhadas por todo o país. 
Ao longo da sua história foram três as aquisições realizadas por esta instituição bancária: em 1970 dá-se a aquisição da Caixa Económica Madeirense, em 1995 da Caixa Económica Açoreana e mais recentemente, em 2010, a aquisição de empresas do grupo Finibanco, incluindo crédito especializado e gestão de fundos de investimento imobiliário.
O Banco Montepio — designação comercial adotada em 2019 — tem a sua sede em Lisboa e conta com uma rede de 255 balcões em território nacional e 5 escritórios de representação no Canadá, nos Estados Unidos da América, em França, na Alemanha e na Suíça, nas cidades de Toronto, Newark, Paris, Frankfurt e Genebra, respetivamente.

## Denominação
Fundada em 1844 como Caixa Económica de Lisboa, em 1989 altera a sua denominação para Caixa Económica Montepio Geral.
Em 2019, oficializa a sua designação comercial para Banco Montepio.

## Modelo de Governo
A transformação do Banco Montepio em Sociedade Anónima — ocorrida em 2017 de acordo com o Decreto-Lei n.º 190/2015 que aprova o regime jurídico das caixas económicas — marca a alteração dos seus estatutos e consequente modelo de governo.
Antes da transformação em Sociedade anónima, o capital do Banco Montepio era constituído por Capital Institucional (2.020 milhões de euros) correspondente a entregas em dinheiro do Montepio Geral Associação Mutualista e Fundo de Participação (400 milhões de euros dos quais 85,4% detidos pelo Montepio Geral Associação Mutualista). No dia 14 de setembro de 2017, o Banco Montepio foi transformado em Sociedade Anónima, tendo o Fundo de Participação e o Capital Institucional sido convertidos em ações ordinárias representativas do capital social.
Seguiu-se a oferta pública de aquisição (OPA) do Montepio Geral Associação Mutualista (MGAM) e a aquisição potestativa que permitiram ao MGAM deter os 100% das ações a partir de novembro de 2017. Desde 31 de dezembro de 2018, representado por ações nominativas escriturais, detido em 99,99% por esta associação, estando o capital remanescente disperso por cerca de 40 entidades da economia social detentoras de uma participação no capital social inferior a 0,1%.